# Exoprosopa gentilis
Exoprosopa gentilis är en tvåvingeart som beskrevs av Mario Bezzi 1924. Exoprosopa gentilis ingår i släktet Exoprosopa och familjen svävflugor. Inga underarter finns listade i Catalogue of Life.